# Moldauische Badmintonmeisterschaft 2017
Die Moldauische Badmintonmeisterschaft 2017 fand vom 3. bis zum 5. November 2017 in Chișinău statt.

## Medaillengewinner
| Disziplin    | Gold                        | Silber                         | Bronze                        |
| ------------ | --------------------------- | ------------------------------ | ----------------------------- |
| Herreneinzel | Maxim Karpenko              | Ivan Skurikhin                 | Peter Kunev                   |
| Dameneinzel  | Vlada Ginga                 | Paola Ginga                    | Dariana Kuneva                |
| Herrendoppel | Maxim Karpenko Oleg Suliga  | Dumitru Dmitriev Igor Ignatiev | Anton Ursu Igor Uscov         |
| Damendoppel  | Victoria Dulap Olga Krasnii | Vlada Ginga Paola Ginga        | Xenia Gutu Dariana Kuneva     |
| Mixed        | Igor Uscov Olga Krasnii     | Ivan Skurikhin Vlada Ginga     | Maxim Karpenko Dariana Kuneva |